# 오시이레

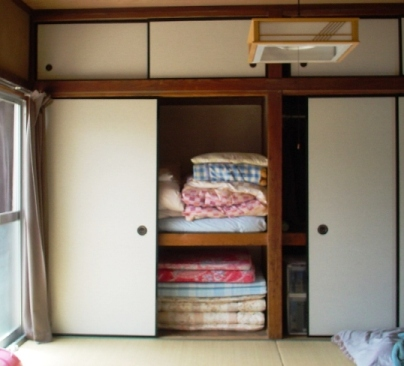

오시이레(일본어: 押入れ)는 일본식 주택 특유의 붙박이장이다. 사방 중 삼면이 벽이고, 한쪽은 맹장지 문을 달아 칸막이를 삼는다. 대개 방 한쪽 벽 전체를 오시이레의 입구로 삼는다. 침구・의류・각종 가재도구를 수납한다.